# Mindoro-lijster
De mindoro-lijster (Geokichla cinerea, synoniem: Zoothera cinerea) is een vogelsoort uit de familie van de Turdidae (lijsters). De mindoro-lijster is een  endemische vogelsoort van de Filipijnen.

## Kenmerken
De vogel is 18 tot 20 cm lang en van boven egaal leigrijs van kleur. Op de vleugel (vleugeldekveren) zitten twee witte vleugelstrepen, met daartussen zwart. Op de kop, op de oorstreek zit een zwart- witte vlek en er  hij heeft ook een witte baardstreep. De buik en borst zijn licht, er zitten op de borst grote donkere stippels, naar de buik toe steeds minder. De onderstaartdekveren zijn helemaal wit. De poten zijn vuilgeel en de snavel is erg donker. Er zijn geen ondersoorten.

## Verspreiding en leefgebied
De mindoro-lijster komt alleen voor op het Filipijnse eilanden Luzon en Mindoro. Het leefgebied van de vogel is regenwoud, maar ook secundair bos en stukken bos op grillige kalkrotsformaties, ondergroei van rotanpalm en in nevelbos. De vogel komt voor van zeeniveau tot op 1100 m boven de zeespiegel. Trekvogels zitten soms 400 meter hoger.

## Status
De mindoro-lijster heeft een beperkt verspreidingsgebied en daardoor is de kans op uitsterven aanwezig. De grootte van de populatie werd in 2016 door BirdLife International geschat op 6 tot 15 duizend individuen en de populatie-aantallen nemen af door habitatverlies. Het leefgebied wordt aangetast door ontbossing waarbij natuurlijk bos wordt omgezet in gebied voor agrarisch gebruik. Daarnaast is de soort slachtoffer van wildstroperij. Om deze redenen staat deze soort als kwetsbaar op de Rode Lijst van de IUCN.